# Stare Kotlice
Stare Kotlice – wieś sołecka w Polsce położona w województwie świętokrzyskim, w powiecie jędrzejowskim, w gminie Sobków. Ma status sołectwa.
W latach 1975–1998 miejscowość administracyjnie należała do województwa kieleckiego.